# La Petite Venise (film)
Pour plus de détails, voir Fiche technique et Distribution.
La Petite Venise (Io sono Li, littéralement « je m'appelle Li ») est un film franco-italien, premier long métrage de fiction d'Andrea Segre, sorti en 2011.

## Synopsis
Shun Li, immigrante illégale chinoise, travaille dans un laboratoire textile de la banlieue romaine pour obtenir ses papiers et réussir à faire venir son fils de huit ans en Italie. Soudain, elle est transférée à Chioggia, petite ville insulaire de la lagune vénète, pour travailler comme barmaid dans une taverne. Bepi, pêcheur d'origine slave surnommé le Poète par ses amis (en raison de sa facilité à composer des vers en un instant), fréquente cette petite taverne depuis des années. Leur rencontre est une évasion poétique de la solitude, un dialogue muet entre des cultures différentes, mais qui ne sont plus lointaines. C'est un voyage au cœur d'une lagune, qui sait être la mère et le berceau d'identités jamais immobiles. Cependant, l'amitié entre Shun Li et Bepi trouble les deux communautés, chinoise et chioggiotta, qui entravent ce nouveau voyage, dont elles ont peut-être simplement trop peur.

## Fiche technique
- Titre original : Io sono Li
- Titre français : La Petite Venise
- Titre anglais : Shun Li and the Poet
- Réalisation : Andrea Segre
- Scénario : Andrea Segre, Marco Pettenello
- Photographie : Luca Bigazzi
- Montage : Sara Zavarise
- Musique : François Couturier
- Coproduction : Francesco Bonsembiante, Francesca Feder
- Société(s) de production : Jolefilm, Æternam Films, Arte France Cinéma[4]
- Sociétés de distribution : Parthenos (Italie), Haut et Court (France)
- Pays d'origine :  Italie, France
- Langue originale : Italien, vénitien
- Format : couleur, 35 mm
- Genre : drame
- Durée : 98 à 110 minutes
- Dates de sortie : 23 septembre 2011 (Italie), 13 juin 2012 (France)

## Distribution
- Zhao Tao : Shun Li
- Rade Šerbedžija (V.F. : Patrick Raynal) : Bepi, dit le Poète
- Marco Paolini : Coppe, le meilleur ami de Bepi
- Giuseppe Battiston : Devis, le violent habitué du bar
- Roberto Citran : l'avocat, ami de Bepi et Coppe

## Production
L'idée du film est née de la rencontre en 2006 du réalisateur avec une serveuse chinoise dans l'Osteria Paradiso, l'une des plus vieilles tavernes pour pêcheurs de Chioggia (située Fondamenta Canal Lombardo), établissement dans lequel sera tourné le film. Il ressent la nécessité « de raconter une histoire qui parlerait de la relation entre l'identité individuelle et l'identité culturelle, dans un monde qui tend de plus en plus à créer une phobie de la contamination de l'identité » et le « désir de parler de deux endroits importants de ma vie : les périphéries multi-ethniques de Rome et de Venise, des régions qui ont subi une très rapide croissance économique, mais également une immigration importante dans un temps très court ».
Il écrit le sujet du film qui gagne le premier prix au marché de la coproduction New Cine Network au Festival international du film de Rome en 2008, permettant de lancer la réalisation du film.
Après avoir été présenté aux Journées des auteurs de la Mostra de Venise 2011, le film sort en Italie le 23 septembre 2011.

## Accueil critique

### Notations
- Sens critique : 6,8 (sur 10)
- IMDB : 7,2 (sur 10)

### Récompenses et distinctions

#### Prix

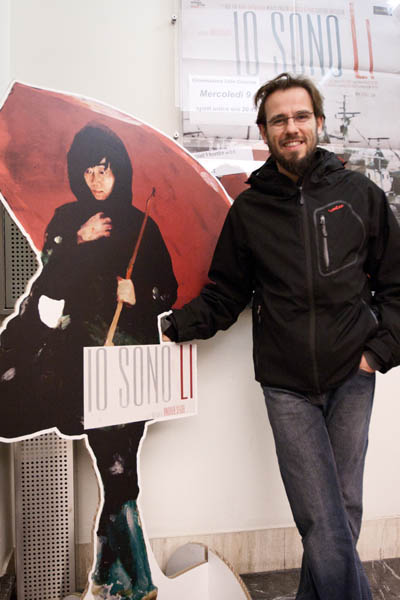
Le réalisateur Andrea Segre
pendant une présentation du film

- En septembre 2011, le film a obtenu trois récompenses à la Mostra de Venise 2011 : le Prix FEDIC (Fédération italienne des cinéclubs) « pour l'originalité d'un récit qui noue habilement la fiction et le documentaire pour nous donner un portrait efficace et convaincant de la réalité d'aujourd'hui » ; le Prix Lanterna Magica et le Prix Lina Mangiacapre (qui récompense les œuvres témoignant de la condition féminine)[3],[7].
- En octobre 2011, le film a obtenu une mention spéciale du jury du 8e festival international du film de Reykjavik en raison de « la poésie et la grâce employées dans le traitement du thème de l'intégration (ou du défaut d'intégration) des immigrants dans la société occidentale » et a été présenté au 55e festival du film de Londres, ce qui lui a valu le Prix Satyajit Ray de la Satyajit Ray Foundation, dont le jury a dit que c'était « un beau film, à multiples niveaux […], sur l'immigration, la vieillesse, les relations interculturelles et la fragilité de l'amour ; un premier long-métrage très mûr, superbement tourné à Venise par Andrea Segre »[8],[9]. De plus, il remporte le Prix Amour et Psyché (premier prix de la compétition officielle), ex-æquo avec Orion de Zamani Esmati, au MedFilm Festival 2011[10].
- En novembre 2011, le film gagne le Prix Eurimages au festival du cinéma européen de Séville pour la meilleure coproduction européenne, qui « traite d'un sujet actuel, vrai et proche (l'intégration des immigrants) avec sensibilité et sans prétention (ce qui ne diminue pas la qualité ni la complexité du film) et exploite avec succès les possibilités d'expression du cinéma. En résumé, le film traite d'un thème aussi complexe que les relations humaines et réussit à fonctionner dans l'ensemble. » Le montant de 20 000 € qui accompagne le prix est destiné au distributeur du film en Espagne[11].
- En décembre 2011, à la première édition du festival du film d'Asti, le film obtient les prix du meilleur film et de la meilleure actrice (Zhao Tao), et Giuseppe Battiston, le Prix de la ville d'Asti[12].
- En mars 2012, au festival international du film de Bari (BIF&ST), le film remporte le Prix Franco Cristaldi, décerné au meilleur long-métrage italien (« film profondément humain qui raconte avec délicatesse comment la rencontre entre deux solitudes provenant de deux cultures différentes redonne sens à la vie de l'un et de l'autre » et « mer qui entre dans les lacs de nos cœurs »[13]), et le Prix Giuseppe Rotunno, décerné au meilleur directeur de la photographie. Le même mois, au Festival international Cinéma méditerranéen Tétouan, il remporte le Prix Azeddine Meddour, décerné à une première œuvre, et le Prix pour la meilleure interprétation masculine (Rade Serbedzija)[14]. En avril 2012, il remporte le Grand Prix et le Prix du Public au Festival 2 cinéma de Valenciennes[15].
- En mai 2012, le Prix David di Donatello de la meilleure actrice principale est décerné à Zhao Tao pour son rôle dans Io sono Li[16].
- En juin 2012, le film remporte le « prix spécial du jury » au Festival international Cinéma et Costumes de Moulins
- Le film a remporté le Prix LUX décerné par le Parlement européen en 2012[17]

#### Nominations
En 2012, le film a été nommé pour trois David di Donatello sans obtenir de titre :
- David du meilleur réalisateur débutant : Andrea Segre a dû céder le titre à Francesco Bruni (Scialla!) ;
- David du meilleur producteur : Francesco Bonsembiante a perdu ce prix au profit du producteur de Cesare deve morire ;
- David du meilleur acteur de soutien : Giuseppe Battiston s'est fait damer le pion par Pierfrancesco Favino pour son rôle dans Romanzo di una strage[16],[18].

## Source de traduction
- (it) Cet article est partiellement ou en totalité issu de l’article de Wikipédia en italien intitulé « Io sono Li » (voir la liste des auteurs).